# 2. liga NS Ludbreg 2009./10.
Ovaj članak je podtema članka: 7. rang HNL-a 2009./10.

2. liga NS Ludbreg u sezoni 2009./10. bila je nogometna liga trećeg stupnja na području Varaždinske županije te liga sedmog stupnja nogometnog prvenstva Hrvatske. 
 
Liga se sastojala od 7 klubova. Prvak je bio "Dinamo 01" iz Vrbanovca.

## Ljestvica
| mj. | klub                      | ut. | pob. | ner. | por. | gol+ | gol- | bod |
| --- | ------------------------- | --- | ---- | ---- | ---- | ---- | ---- | --- |
| 1.  | Dinamo 01 Vrbanovec       | 18  | 11   | 3    | 4    | 47   | 26   | 36  |
| 2.  | Novakovec                 | 18  | 10   | 4    | 4    | 63   | 30   | 34  |
| 3.  | Dinamo Apatija            | 18  | 8    | 4    | 6    | 36   | 37   | 28  |
| 4.  | Poljanec                  | 18  | 8    | 2    | 8    | 51   | 51   | 25  |
| 5.  | Poljoprivrednik Kapela    | 18  | 8    | 1    | 9    | 47   | 49   | 25  |
| 6.  | Bukovčan '27 Mali Bukovec | 18  | 5    | 5    | 8    | 42   | 48   | 20  |
| 7.  | Podgora Bolfan            | 18  | 1    | 5    | 12   | 36   | 81   | 8   |